# Mirror of Deception
Mirror of Deception ist eine deutsche Doom-Metal-Band.

## Geschichte
Mirror of Deception wurde 1990 von Jochen Fopp (Gitarre) und Michael Siffermann (Gitarre, später auch Gesang) in Göppingen gegründet. Von 1993 bis 1997 wurden drei offizielle Demos sowie eine Mini-CD veröffentlicht. Das Debütalbum Mirrorsoil erschien 2001 auf dem englischen Label The Miskatonic Foundation und wurde in Deutschland von Iron Glory Records lizenziert. Nach dem Ausstieg des bisherigen Sängers Markus Baumhauer nahm die Band 2003 als Quartett die Mini-CD Conversion auf und der bisherige Gitarrist Michael Siffermann übernahm den Gesang. Nach Umbesetzungen an Bass und Schlagzeug erschien im September 2004 das zweite Album Foregone auf dem belgischen Label Final Chapter. Die Band spielte Konzerte im In- und Ausland u. a. mit Count Raven und Reverend Bizarre in Finnland. Im Frühjahr 2006 unterschrieben Mirror of Deception beim süddeutschen Label Cyclone Empire, über welches im Oktober 2006 das dritte Album Shards erschienen ist. Nach einer Split-Single mit der englischen Band Tefra (2008) und einem Split-Album mit den Finnen Garden of Worm (2009) wurde 2010 das vierte Album A Smouldering Fire veröffentlicht. Im Anschluss war die Band bei diversen Festivals, wie dem Hammer of Doom, Doom over Vienna und Malta Doom Metal Festival zu sehen, sowie auf Tournee mit den Labelkollegen 40 Watt Sun und Semlah. Anfang 2014 kam es zu einem erneuten Besetzungswechsel an Bass und Schlagzeug.

## Stil
Ihren Stil bezeichnet die Band als „Unorthodox Doom Metal“. Neben maßgeblichen Einflüssen der stilprägenden Doom-Metal-Bands der 1970er und 1980er Jahre beinhaltet dies auch Einflüsse aus anderen Rock- und Metal-Genres, sowie dezente Folk-Einflüsse, die sich mitunter in der Melodieführung manifestieren. Mit dem Song Der Student von Ulm veröffentlichte die Band 2009 das erste Doom Metal Stück im schwäbischen Dialekt.

## Diskografie
- Mirror of Deception (1993, Demo)
- Words Unspoken (1994, Demo)
- Veil of Lead(1996, Demo)
- Veil of Lead (1997, EP, Sub Zero Records)
- Mirrorsoil (2001, CD, The Miskatonic Foundation / Iron Glory Records)
- Conversion (2003, EP, The Miskatonic Foundation)
- Foregone (2004, CD, Final Chapter Records)
- Shards (2006, CD, Cyclone Empire Records)
- Mirror of Deception / Tefra Split-7" (2008, EP, Metal Coven Records)
- Mirror of Deception / Garden of Worm Split-Album (2009, 12" Vinyl, The Church Within Records)
- A Smouldering Fire (2010, CD, Cyclone Empire Records)
- The Estuary (2018, CD, Eigenvertrieb)